# Gardaland
Gardaland – park rozrywki we Włoszech, zlokalizowany we wsi Ronchi (gmina Castelnuovo del Garda, prowincja Werona), położony nad południowo-wschodnim skrajem jeziora Garda. Otwarty 19 lipca 1975, działa od kwietnia do stycznia.

## Kolejki górskie

### Czynne
W parku Gardaland funkcjonuje 7 kolejek górskich.
| # | Nazwa                     | Producent | Data otwarcia   | Typ                  | Wysokość [m] | Prędkość [km/h] | Źródło |
| - | ------------------------- | --------- | --------------- | -------------------- | ------------ | --------------- | ------ |
| 1 | Shaman                    | Vekoma    | 1985            | stalowa              | 30           | 70              | [ 3 ]  |
| 2 | Ortobruco Tour            | Pinfari   | 1993            | stalowa dziecięca    | ?            | ?               | [ 4 ]  |
| 3 | Blue Tornado              | Vekoma    | 1998            | stalowa odwrócona    | 33,3         | 80              | [ 5 ]  |
| 4 | Mammut                    | Vekoma    | 19 marca 2008   | stalowy Mine Train   | 1            | 5               | [ 6 ]  |
| 5 | Raptor                    | B&M       | 1 kwietnia 2011 | stalowy Wing Coaster | 3            | 90              | [ 7 ]  |
| 6 | Oblivion - The Black Hole | B&M       | 28 marca 2015   | stalowy Dive Coaster | 42,5         | 100             | [ 8 ]  |
| 7 | Kung Fu Panda Master      | Fabbri    | 14 maja 2016    | stalowa rodzinna     | 14           | 40              | [ 9 ]  |

### Nieczynne
1 kolejka górska pozostaje nieczynna do odwołania:
| # | Nazwa              | Producent | Data otwarcia    | Data zamknięcia | Typ     | Wysokość [m] | Prędkość [km/h] | Źródło |
| - | ------------------ | --------- | ---------------- | --------------- | ------- | ------------ | --------------- | ------ |
| 1 | Sequoia Magic Loop | S&S       | 30 kwietnia 2005 | 2022            | stalowa | 30           | ?               | [ 11 ] |

### Zlikwidowane
Z 10 kolejek górskich wybudowanych w całej historii istnienia parku, 2 zostały zamknięte i zdemontowane.
| # | Nazwa  | Producent   | Data otwarcia | Data zamknięcia | Typ               | Wysokość [m] | Prędkość [km/h] | Źródło |
| - | ------ | ----------- | ------------- | --------------- | ----------------- | ------------ | --------------- | ------ |
| 1 | Dragon | Zamperla    | ?             | 1991            | stalowa dziecięca | ?            | ?               | [ 13 ] |
| 2 | Zyklon | Schwarzkopf | 1982          | 1991            | stalowa rodzinna  | ?            | ?               | [ 14 ] |

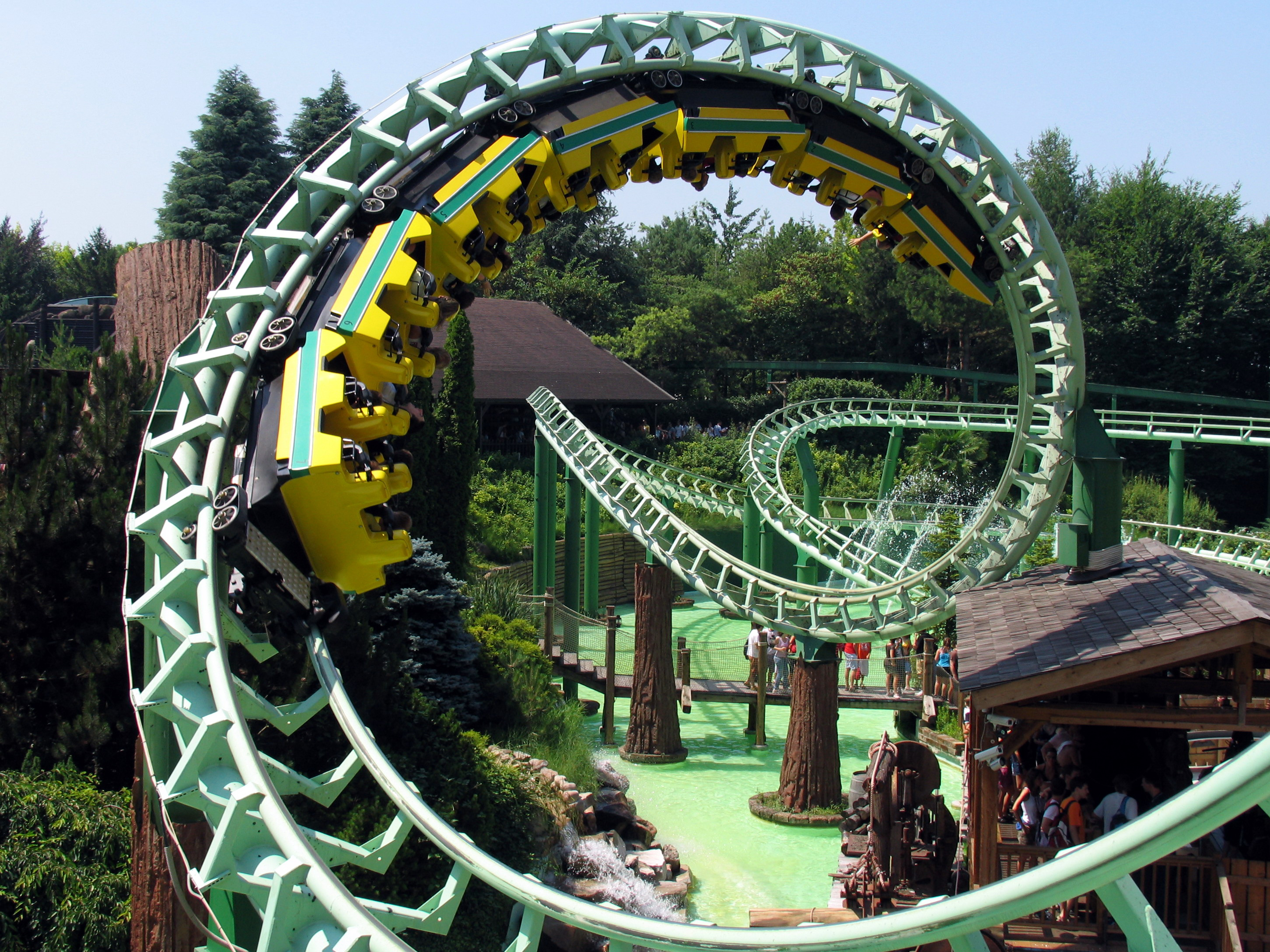
Shaman
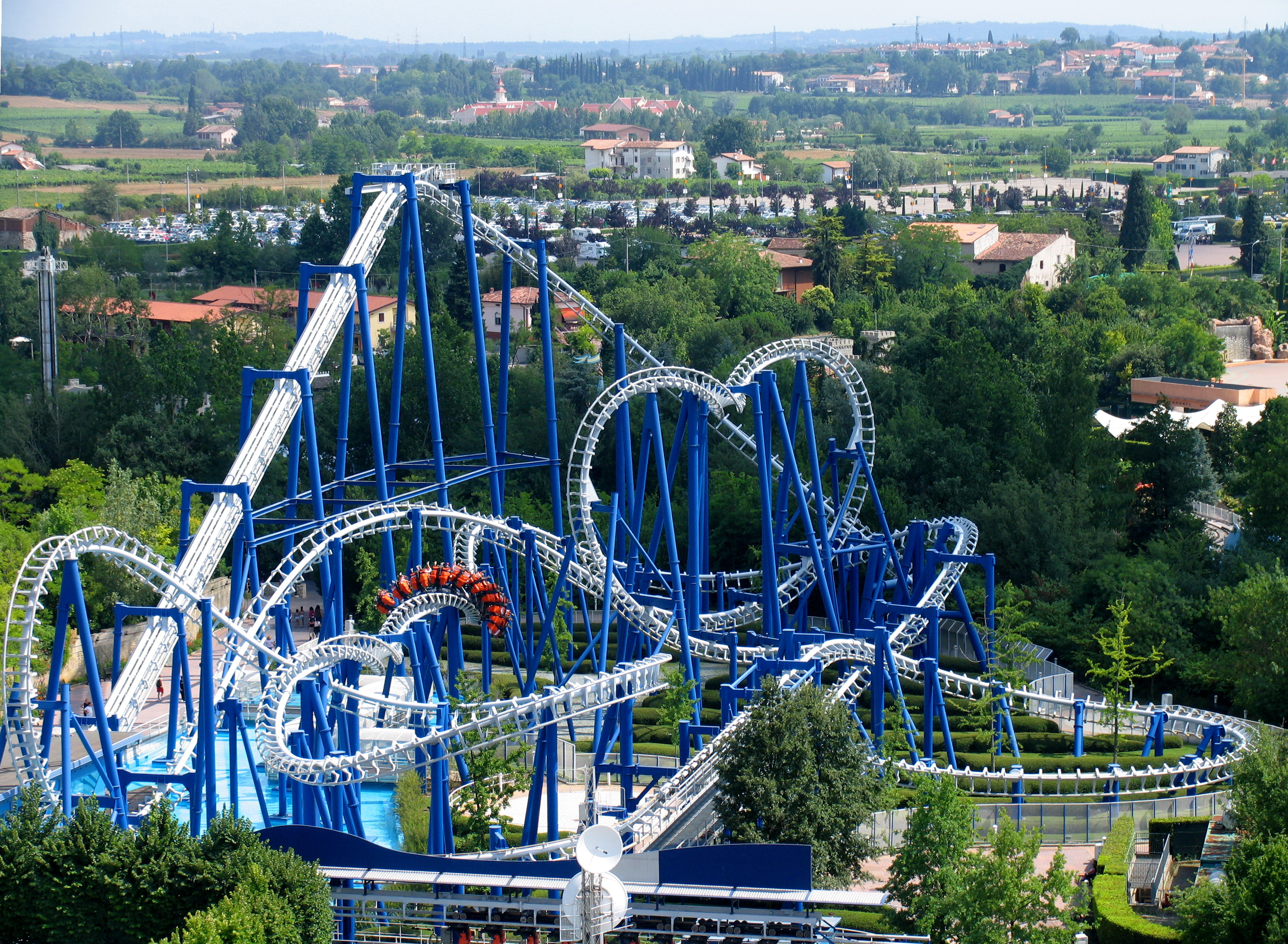
Blue Tornado (SLC)
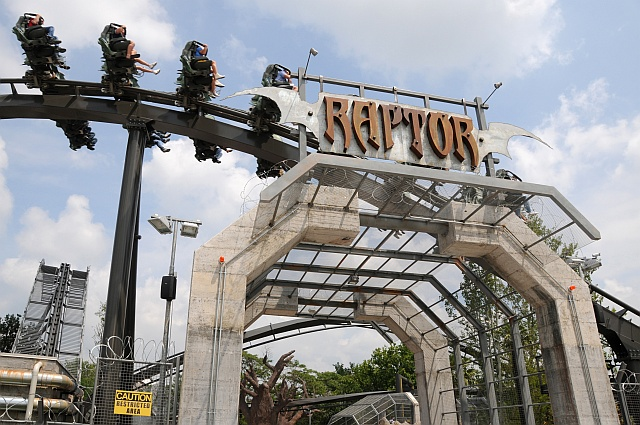
Raptor
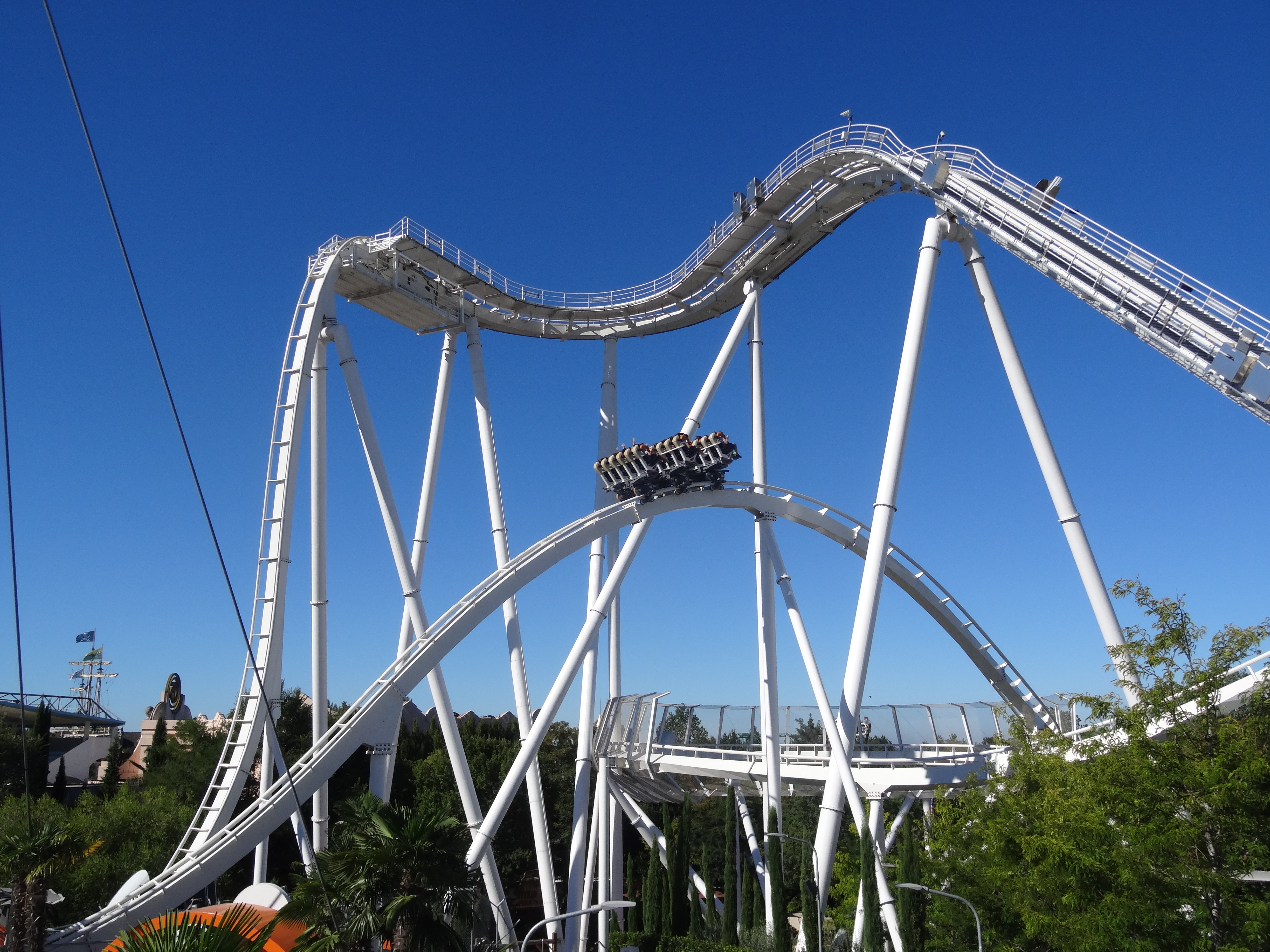
Oblivion - the Black Hole